# Vallei van de Geul stroomafwaarts van Kelmis
De Vallei van de Geul stroomafwaarts van Kelmis is een Natura2000-gebied in Wallonië, dicht bij het drielandenpunt met Nederland en Duitsland. Het gebied ligt in de provincie Luik, in de gemeenten Plombières en Welkenraedt. Het Natura 2000-gebied is 570 hectare groot. Er komen veertien Europees beschermde habitattypen voor en twintig Europees beschermde dier- en plantensoorten. Het bevat ook enkele gewestelijk beschermde natuurreservaten en landschappen. Het gebied is landschappelijk afwisselend, met open en beboste gedeelten, zowel in de vallei als tegen de heuvels. Ruim 90% van het gebied is privaat eigendom.

## Habitats
De habitats op basis waarvan het gebied in aanmerking komt voor Europese bescherming zijn divers. Bij de boshabitats gaat het om relatief grote oppervlakten beukenbossen van het type parelgras-beukenbos en veldbies-beukenbos. Daarnaast gaat het om eikenbossen van het type eiken-haagbeukenbos en vochtige beekbegeleidende bossen uit het Verbond van elzenbroekbossen. Bij de kruidachtige vegetaties gaat het om laaggelegen schrale hooilanden en hoger gelegen voedselrijke ruigten. Een bijzonderheid zijn de graslanden met metallofyten die gebonden zijn aan zinkhoudende bodems. De kenmerkende waterhabitats zijn riviertjes met vegetaties van fijne waterranonkel en sterrenkroos en van nature eutrofe meren met vegetatie van de fonteinkruidfamilie en de waterkaardefamilie.

## Soorten
De vallei komt vooral in aanmerking  voor Europese bescherming dankzij vogelsoorten. In de natte en open gebieden gaat het om de ijsvogel, wintertaling, zomertaling, ooievaar, grote zilverreiger, watersnip, bokje en grauwe klauwier. Kenmerkende soorten van de beboste gebieden zijn de middelste bonte specht, zwarte specht, rode wouw en wespendief, maar ook de zwarte ooievaar. Verder leven in en om het water de beekprik, kamsalamander Cottus gobio (een donderpad) en de bever. Andere Europees beschermde soorten zijn de Callimorpha quadripunctaria (Spaanse vlag, een vlinder), ingekorven vleermuis en vale vleermuis. Daarnaast komen in het gebied enkele soorten voor van de Waalse Rode lijsten: de venglazenmaker, tangpantserjuffer, kleine parelmoervlinder en zinkboerenkers.

## Deelgebieden

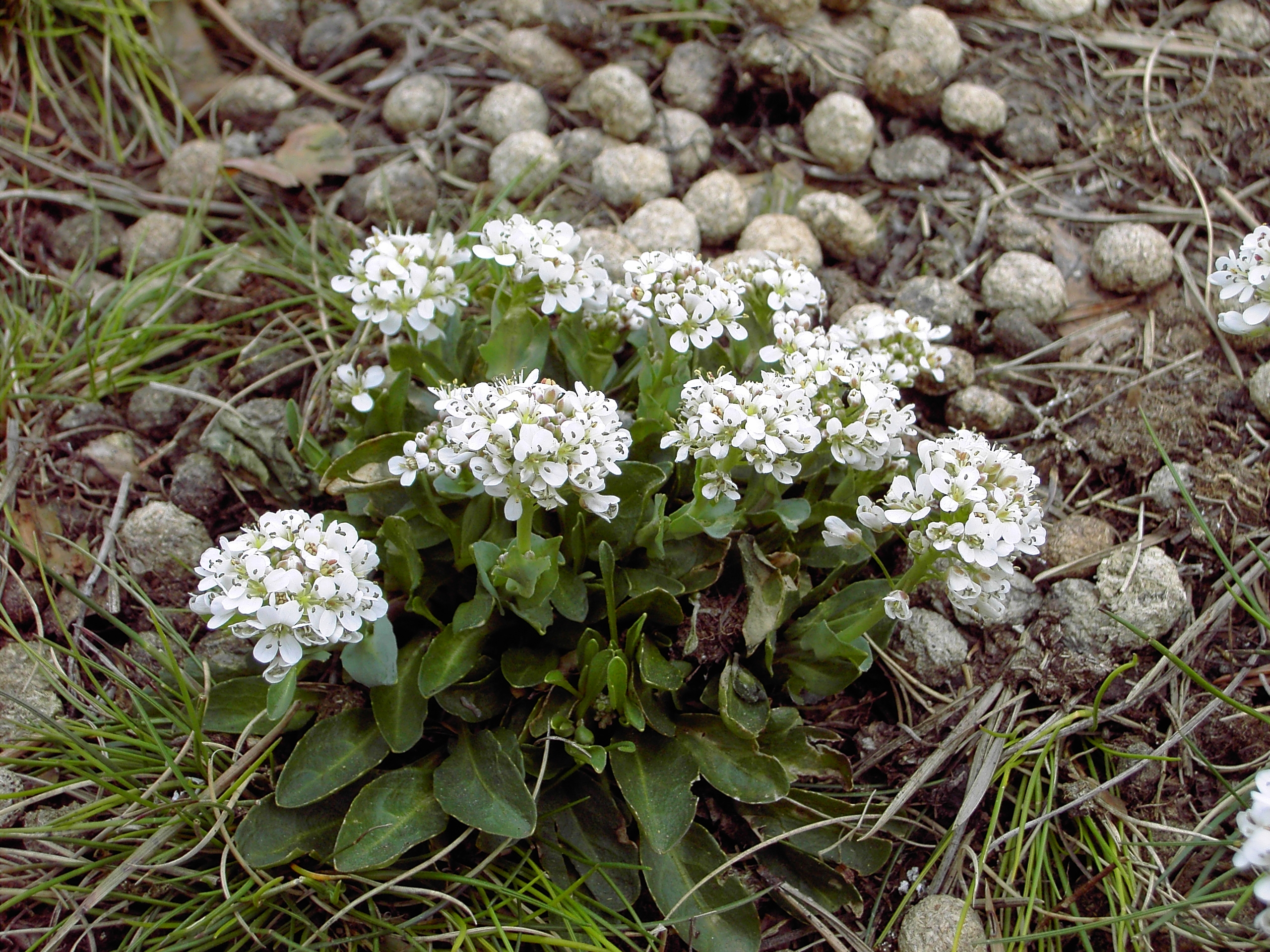
Zinkboerenkers

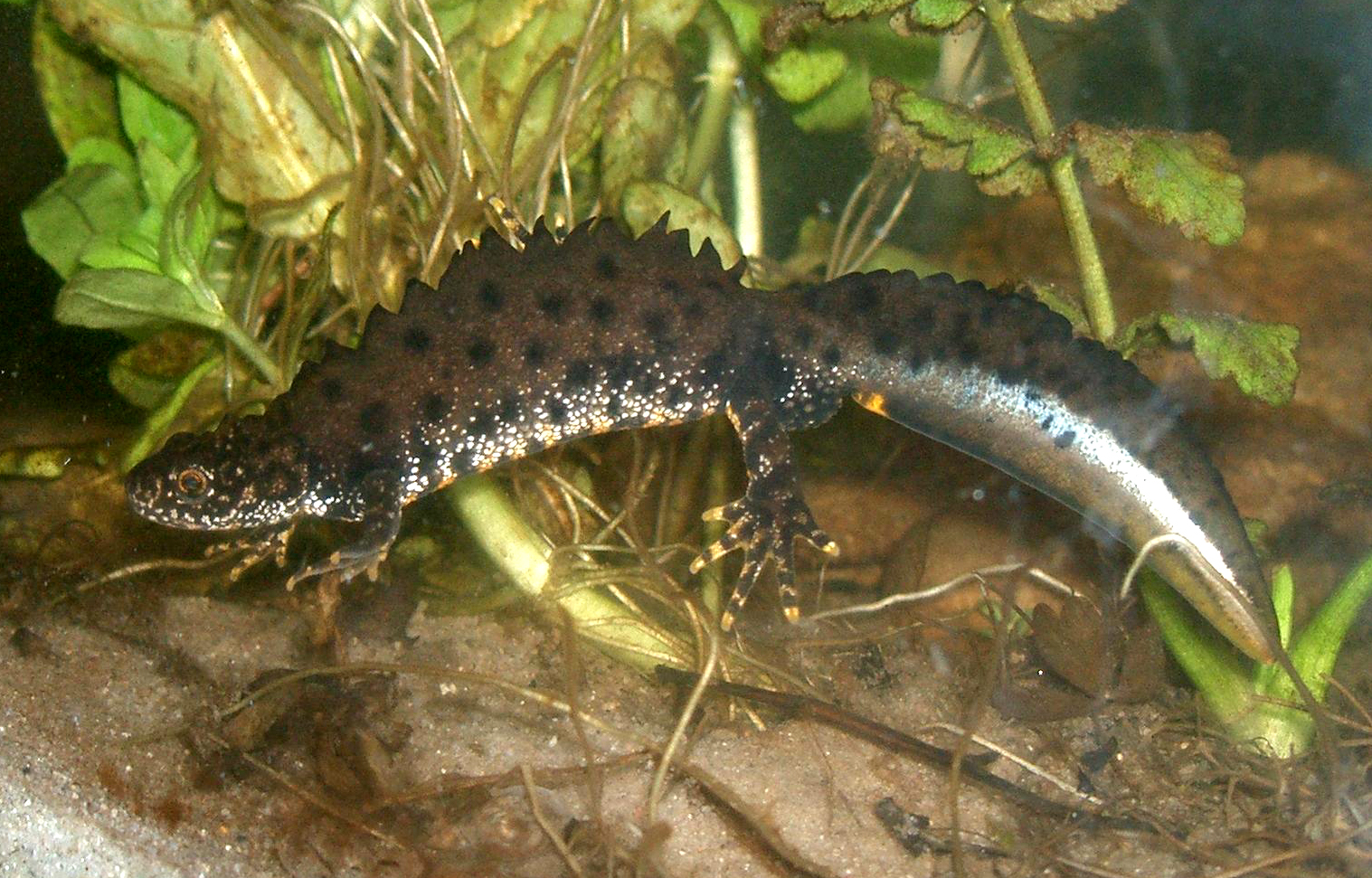
Kamsalamander

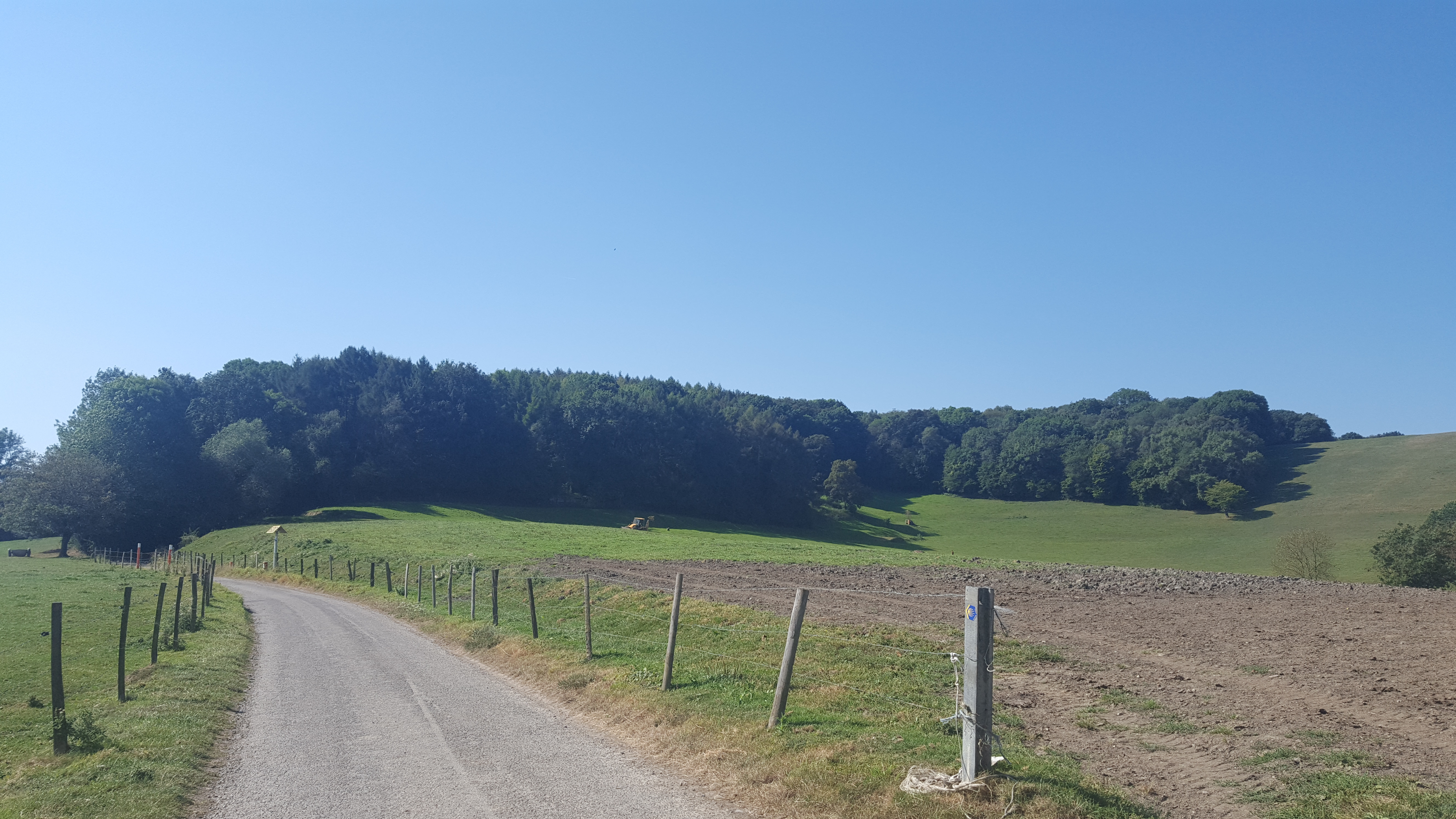
Heesbos bij Welkenraedt

In het Natura 2000-gebied liggen vier gebieden van groot biologisch belang (sites de grand intérêt biologique (SGIB)):
- Vallei van de Geul stroomafwaarts van Plombières (73 ha). Dit omvat diverse beschermde natuurreservaten, afgewisseld met intensief beheerde graslanden. Er is een kleine locatie op zinkhoudende bodem waar vrijwel alle kenmerkende soorten van de zinkflora gevonden kunnen worden. Bijzondere diersoorten in het gebied zijn de kleine parelmoervlinder en de plaatselijk voorkomende greppelsprinkhaan.[4]
- Vallei van de Geul (230 ha). De Geul ontspringt in een bos ten noordoosten van Hauset en stroomt grotendeels door agrarisch grasland, omzoomd door voedselrijke ruigten en vaak ook door opgaand bos, met soms zeldzame soorten naaldbomen en populieren. Daarnaast komen diverse historische stortplaatsen van de zinkindustrie voor, waardoor de oevervegetatie van de Geul vaak zeldzame planten van de zinkflora bevat. Ook diverse meertjes bevatten soms zeldzame vegetatie en zijn van belang voor water- en trekvogels.[5]
- Stortplaatsen van zinkhoudend erts in Plombières (21 ha). Dit is het terrein van een oude lood- en zinkmijn die hier sinds de veertiende eeuw tot 1969 in bedrijf is geweest. De helft van het terrein is nu natuurreservaat. Hier komen vrijwel alle soorten van de zinkflora voor, maar in natte gedeelten ook andere bijzondere combinaties van plantengemeenschappen. Daar zijn ook rijke libellenpopulaties te vinden. In het hele gebied komen wel twintig soorten lieveheersbeestjes voor, waaronder het schitterend lieveheersbeestje.[6]
- Hoeve Vogelsang (13 ha). De kern van dit gebied is een ronde poel met een doorsnede van 47 m en een eilandje in het midden. De vlaggenschipsoort van deze poel is de kamsalamander. Het geheel is gelegen in een bosenclave te midden van landbouwgrond, in het brongebied van een zijriviertje van de Gulp. De enclave bevat een elzen-essenbosje dat rijk is aan tufsteenbronnen. In het gebied komen ook onland, ruigten en populierenplantages voor.[7]

Het Natura 2000-gebied omvat enkele specifieke bosgebieden: Heesbos, Beusdalbos, Schimperbos en Malenbos. In het dorp Plombières overzomert een kolonie vale vleermuizen. De waterbassins bij Terbruggen vormen in de trektijd een vaste pleisterplaats voor eendachtigen.